# Marcià d'Heraclea
Marcià d'Heraclea (en llatí Marcianus Heracleensis, en grec antic Μαρκιανός Ἡρακλεώτης) fou un geògraf grec que va viure després de Claudi Ptolemeu, a qui cita sovint, i abans d'Esteve de Bizanci, que es refereix a ell, però de dates exactes desconegudes encara que probablement al començament del segle v. El mencionen també Sinesi de Cirene i Sòcrates Escolàstic.
Va escriure una obra en prosa titulada Περίπλους τῆς ἔχω δαλάσσης ἑῴου τε καὶ ἑσπερίου καὶ τῶν ἐν αὐτ μεγίστων νήσων (Un periple per la mar Exterior, de l'est a l'oest, i les seves illes). La mar Exterior s'utilitza en oposició a la mar Mediterrània, que segons ell ja havia estat prou descrita per Artemidor d'Efes.
L'obra estava dividida en dos llibres, el primer, dedicat als mars orientals i meridionals, es conserva actualment, i el segon, que tractava dels mars occidentals i els del nord, ha arribat fragmentari, només es conserven tres capítols sobre Àfrica i un altre mutilat sobre la distància de Roma a les principals ciutats del món. Segueix principalment Claudi Ptolemeu i utilitza moltes informacions d'altres geògrafs, especialment d'Artemidor, Estrabó i Menip de Pèrgam. Va escriure també un epítom del Periple d'Artemidor, però diu que hi va incorporar molts textos d'altres geògrafs. També va publicar una edició del Periple de Menip de Pèrgam amb moltes correccions i addicions.